# Geórgios Christákis-Zográfos
Pour les articles homonymes, voir Zographos.
Geórgios Christákis-Zográfos (en grec moderne : Γεώργιος Χρηστάκης-Ζωγράφος) est né le 8 mars 1863 à Paris, en France, et est décédé le 24 juin 1920 à Athènes, en Grèce. Diplomate et homme politique, il est deux fois ministre des Affaires étrangères de la Grèce (du 7 juillet au 15 août 1909 puis du 25 février au 10 août 1915) et président du gouvernement provisoire de la République autonome d'Épire du Nord (du 28 février au 28 octobre 1914).
Il était le fils de l'influent homme d'affaires et philanthrope Christákis Zográfos (el), originaire de la région de Gjirokastër (Argyrókastro en grec).
Geórgios Christákis-Zográfos est l'oncle du ministre Aléxandros Karapános.